# Tamba Hali
Tamba Boimah Hali (nacido el 3 de noviembre de 1983) es un exjugador profesional liberiano de fútbol americano que jugó en la posición de outside linebacker con los Kansas City Chiefs de la National Football League (NFL).

## Biografía
Hali nació en Gbarnga, Liberia. De allí escapó a los 10 años debido a la guerra civil que sufría el país. Su destino fue Nueva Jersey, donde asistió a Teaneck High School en Teaneck, y donde fue nombrado All-American en el equipo de fútbol americano. También practicó baloncesto.
Tras su paso por el instituto, Hali recibió una beca atlética en Penn State, donde jugó para los Nittany Lions de 2002 a 2005.

## Carrera

### Kansas City Chiefs
Hali fue seleccionado por los Kansas City Chiefs en la primera ronda (puesto 20) del draft de 2006.
El 4 de agosto de 2011, Hali renovó su contrato cinco años más, a razón de $60 millones, con $35 millones garantizados.
El 12 de marzo de 2018, Hali fue liberado por los Chiefs luego de 12 años con el equipo.

## Estadísticas generales
|  | Seleccionado al Pro Bowl |

| Año   | Equipo | Juegos | Juegos | Tacleadas | Tacleadas | Tacleadas | Tacleadas | Intercepciones | Intercepciones | Intercepciones | Intercepciones | Intercepciones | Intercepciones | Balones sueltos | Balones sueltos | Balones sueltos | Balones sueltos |
| Año   | Equipo | GP     | GS     | Comb      | Total     | Ast       | Sck       | PDef           | Int            | Yds            | Avg            | Lng            | TDs            | FF              | FR              | Yds             | TDs             |
| ----- | ------ | ------ | ------ | --------- | --------- | --------- | --------- | -------------- | -------------- | -------------- | -------------- | -------------- | -------------- | --------------- | --------------- | --------------- | --------------- |
| 2006  | KC     | 16     | 16     | 62        | 44        | 18        | 8.0       | 4              | 1              | -9             | -9.0           | -9             | 0              | 5               | 1               | 0               | 0               |
| 2007  | KC     | 16     | 16     | 59        | 46        | 13        | 7.5       | 2              | --             | --             | --             | --             | --             | 2               | 0               | --              | --              |
| 2008  | KC     | 15     | 15     | 55        | 44        | 11        | 3.0       | 2              | --             | --             | --             | --             | --             | 3               | 1               | 0               | 0               |
| 2009  | KC     | 16     | 16     | 63        | 48        | 15        | 8.5       | 1              | --             | --             | --             | --             | --             | 4               | 0               | --              | --              |
| 2010  | KC     | 16     | 16     | 52        | 37        | 15        | 14.5      | 3              | --             | --             | --             | --             | --             | 4               | 2               | 2               | 0               |
| 2011  | KC     | 16     | 16     | 66        | 48        | 18        | 12.0      | 0              | --             | --             | --             | --             | --             | 4               | 0               | --              | --              |
| 2012  | KC     | 15     | 15     | 51        | 43        | 8         | 9.0       | 2              | --             | --             | --             | --             | --             | 1               | 0               | --              | --              |
| 2013  | KC     | 15     | 15     | 46        | 39        | 7         | 11.0      | 1              | 1              | 10             | 10.0           | 10             | 1              | 5               | 2               | 11              | 1               |
| 2014  | KC     | 16     | 16     | 59        | 47        | 12        | 6.0       | 0              | --             | --             | --             | --             | --             | 3               | 1               | 0               | 0               |
| 2015  | KC     | 15     | 14     | 48        | 39        | 9         | 6.5       | 1              | --             | --             | --             | --             | --             | 2               | 0               | --              | --              |
| 2016  | KC     | 16     | 2      | 34        | 24        | 10        | 3.5       | 0              | --             | --             | --             | --             | --             | 0               | 1               | 0               | 0               |
| 2017  | KC     | 5      | 0      | 1         | 1         | 0         | 0.0       | 0              | --             | --             | --             | --             | --             | 0               | 0               | --              | --              |
| Total | Total  | 177    | 157    | 596       | 460       | 136       | 89.5      | 16             | 2              | 1              | 0.5            | 10             | 1              | 33              | 8               | 13              | 1               |

Fuente: Pro-Football-Reference.com

## Vida personal
Hali tuvo un hijo el 8 de enero de 2016.
Durante su año como rookie, Hali empezó a practicar jiu-jitsu brasileño bajo las órdenes de Rener Gracie. También le gusta escribir letras de rap, llegando hasta grabar bases.